# Edgar Groß
Edgar Groß (in einigen Quellen: Gross; * 26. September 1886 in Lankwitz; † 29. November 1970 in Rom) war ein deutscher Theaterwissenschaftler und Intendant.

## Leben und Wirken
Nach seinem Abitur am humanistischen Gymnasium in Berlin studierte Groß Literatur- und Theaterwissenschaften in Berlin und Würzburg und schloss sein Studium im Jahr 1910 mit der Promotion über das Thema Die Ältere Romantik und das Theater ab. 1912 gab er in Bongs Goldener Klassiker-Bibliothek eine Ausgabe der Gedichte von Max von Schenkendorf heraus. Nach einer anschließenden Bühnenausbildung und seinem Einsatz als Offizier im Ersten Weltkrieg wurde er 1919 als Dramaturg und Oberspielleiter an den städtischen Bühnen in Halle übernommen. Im Jahr 1928 wechselte Groß als Intendant zunächst an das Stadttheater Halberstadt, 1932 an das Theater Lübeck und ab 1934 als Nachfolger des wegen seiner sozialkritischen und progressiven Aufführungen mit Joseph Goebbels in Konflikt geratenen Francesco Sioli an das Theater Aachen. In Aachen machte er im November 1936, zwei Monate nach der Düsseldorfer Uraufführung, vor allem mit der Inszenierung von Christian Dietrich Grabbes Drama Die Hermannsschlacht in einer Bearbeitung von Hans Bacmeister, dem Bruder des Dramatikers Ernst Bacmeister auf sich aufmerksam. Die Theaterkritiken vermerkten hierzu, dass Groß den aktuellen Zeitbezug des Dramas ausdrücklich unterstrichen habe.
Groß trat zum 1. Mai 1933 der NSDAP bei (Mitgliedsnummer 3.520.843).
Nachdem das Sudetenland durch die nationalsozialistische Regierung Deutschlands im Oktober 1938 annektiert worden war, wurde Groß ab 1939 mit der Intendanz der vereinigten Bühnen von Eger und Franzensbad betraut. Ab 1941 erhielt er die Leitung des Theaters Aussig (bis zum 1. September 1944) und des Kurtheaters Marienbad, welches zu jener Zeit von Aussig aus mit bespielt wurde, sowie die Leitung der sudetendeutschen Gautheaterschule. Nach dem Zweiten Weltkrieg kehrte er zurück nach Deutschland und erhielt ab 1946 noch eine Anstellung als Oberspielleiter am Theater Würzburg. In diesem Theater mussten nach der Zerstörung im März 1945 die Aufführungen zum Teil in den Ruinen, die als realistische Kulisse dienten, und später in der Turnhalle des Lehrerseminars zum Theater am Wittelsbacher Platz stattfinden. 
Neben seinem Theaterengagement veröffentlichte Groß vor allem als ständiger Mitarbeiter des Münchener Nymphenburger Verlags einige theaterwissenschaftliche Schriften und gab verschiedene Werke unter anderem von Theodor Fontane, Marie von Ebner-Eschenbach sowie 1962 eine Auswahl der Schönsten Erzählungen von E. T. A. Hoffmann mit einer Anmerkung heraus.

## Schriften (Auswahl)
- Die ältere Romantik und das Theater, Inaugural-Dissertation, L Voss, 1910
- Max von Schenkendorf: Gedichte. Hg. mit Einleitung u. Anm. vers. von Edgar Groß. Bong: Berlin, Leipzig, Wien, Stuttgart, [1912]
- Johann Friedrich Ferdinand Fleck : Ein Beitrag zur Entwicklungsgeschichte des deutschen Theaters. Schriften der Gesellschaft für Theatergeschichte, Band XXII, Berlin 1914